# Mestersangerne i Nürnberg
Mestersangerne i Nürnberg (originaltitel Die Meistersinger von Nürnberg) er en opera i 3 akter af Richard Wagner, komponeret i 1867. Handlingen foregår i Nürnberg i midten af det 16. århundrede. Operaen er den eneste komiske blandt Wagners værker.

## Personerne
- Hans Sachs, skomager (baryton)
- Veit Pogner, guldsmed (bas)
- Sixtus Beckmesser, byskriver (buffobas)
- Fritz Kohtner, bager (baryton)
- Kunz Vogelgesang, buntmager (tenor)
- Konrad Nachtigall, sadelmager (baryton)
- Balthasar Zorn, kandestøber (tenor)
- Ulrich Eisslinger, urtekræmmer (tenor)
- Augustin Moser, skrædder (tenor)
- Hermann Ortel, sæbesyder (baryton)
- Hans Schwarz, strømpevæver (bas)
- Hans Foltz, kobbersmed (bas)
- Walther von Stolzing, ung ridder (tenor)
- David, læredreng hos Hans Sachs (tenor)
- Eva, Pogners datter (sopran)
- Magdalene, Evas amme (alt)
- En natvægter (bas)

Scenebilleder
- 1. akt: Det indre af Katharinakirken i Nürnberg
- 2. akt: Gade mellem Sachs' og Pogners hus
- 3. akt 1.afdeling.: Sachs' værksted
- 3. akt 2. afdeling: Festplads ved floden udenfor byen

Varighed: 5 timer

## Indspilninger
- 1950 Hans Knappertsbusch(dir.) Paul Schöffler(Sachs), Günther Treptow(Stolzing), Hilde Gueden(Eva), Karl Dönch(Beckmesser) Wiener Philharmonikerne DECCA 440 057-2 (4 CD)

- 1970 Herbert von Karajan(dir.) Theo Adam(Sachs), Renè Kollo(Stolzing), Helen Donath(Eva), Geraint Evans(Beckmesser) Staatskapelle Dresden EMI 7 49683 (4 CD)

- 1995 Georg Solti(dir.) Josè van Dam(Sachs), Ben Heppner(Stolzing), Karita Mattila(Eva), Alan Opie(Beckmesser) Chicago Symphony Orchestra DECCA 452 606-2

- 1999 Daniel Barenboim(dir.) Robert Holl(Sachs), Peter Seifert(Stolzing), Emily McGee(Eva), Andreas Schmidt(Beckmesser) Bayreuth Festspilorkester og kor TELDEC 3984-29333-2